# Parque natural regional de los Grands Causses
El parque natural regional de Grands Causses (en francés: Parc naturel régional des Grands Causses) es un parque natural regional de Francia situado en el sur del Macizo Central. Fue creado en el año 1995 y se extiende sobre 93 municipios del noreste de la región de Occitania, en el noreste y sur del departamento francés de Aveyron, en la región natural denominada Grands Causses. Con una superficie de 327 935 hectáreas, es uno de los parques más grandes de Francia detrás del de los volcanes de Auvernia y el de Córcega. Reagrupa 67 900 habitantes.
El paisaje de los Grands Causses, incluido en parte dentro del parque, así como su economía, fueron moldeados por el pastoreo. Por ese motivo, 22 municipios del parque fueron incluidos en el territorio de «Causses y Cevenas» que entró a figurar en junio de 2011 en la lista del Patrimonio de la Humanidad de la UNESCO como patrimonio cultural de la humanidad. Esta distinción es un reconocimiento del valor universal de los «paisajes culturales agro-pastorales mediterráneos» tal y cómo se han desarrollado en los Causses y en los montes de Cevenas.

## Entidades
El parque reagrupa seis mesetas: 
- el causse de Sévérac
- el causse de Larzac
- el causse Noir
- el Millavois y el causse Rouge
- la meseta de Lévézou y las Raspes del Tarn
- la región natural de Rougier de Camarès, la de Saint-Affricain, y el país de Roquefort.